# Clive, Iowa
Clive är en stad (city) i Dallas County, och  Polk County, i delstaten Iowa, USA. Enligt United States Census Bureau har staden en folkmängd på 15 858 invånare (2011) och en landarea på 19,6 km².